# Orazio Mariani
Orazio Mariani   (Milà, 21 de gener de 1915 - Milà, 16 d'octubre de 1981) va ser un atleta italià, especialista en curses de velocitat, que va competir durant les dècades de 1930 i 1940.
El 1936 va prendre part en els Jocs Olímpics de Berlín, on va guanyar la medalla de plata en els 4x100 metres relleus del programa d'atletisme. Formà equip amb Gianni Caldana, Elio Ragni i Tullio Gonnelli.
En el seu palmarès també destaca una medalla de plata en els 100 metres llisos del Campionat d'Europa d'atletisme de 1938 i vuit campionats nacionals, set en els 100 metres i un en els 200 metres.

## Millors marques
- 100 metres llisos. 10.4" (1938)
- 200 metres llisos. 21.2" (1938)[1][3]